# Lasioglossum mandibulare
Lasioglossum mandibulare är en biart som först beskrevs av Morawitz 1866.  Lasioglossum mandibulare ingår i släktet smalbin, och familjen vägbin. Inga underarter finns listade i Catalogue of Life.